# Zdobycie Tarychei
Zdobycie Tarychei – zajęcie Tarychei przez Rzymian w czasie wojny żydowskiej (66–73) w roku 68 n.e.
W roku 68 n.e. Wespazjan ruszył ze swoim wojskiem na Tyberiadę. Miasto poddało się bez walki a powstańcy uciekli przed Rzymianami do oddalonej 6 km na północ Tarychei. W ślad za powstańcami w kierunku miasta podążyły główne siły Wespazjana. Poruszający się na przedzie oddział syna Wespazjana – Tytusa rozpędził oddział żydowski, który wyszedł z miasta naprzeciw Rzymianom, niszcząc część wału obozowego. Atak jazdy rzymskiej wspieranej przez łuczników rozbił ustawionych w szyku powstańców, którzy rzucili się do panicznej ucieczki.
Po tym sukcesie Rzymianie wdarli się do miasta, wypierając resztę powstańców, którzy na łodziach uciekli na Jezioro Tyberiadzkie. Stąd ostrzeliwali oni Rzymian z łuków. Większość powstańców została jednak zabita przez żołnierzy Tytusa w walce o miasto. Rankiem następnego dnia Wespazjan postanowił rozprawić się z resztą powstańców na jeziorze. W tym celu Rzymianie zbudowali tratwy, na których popłynęli na środek jeziora, gdzie obrzucali włóczniami łodzie żydowskie, zabijając wszystkich znajdujących się na nich ludzi. Łącznie powstańcy stracili w walce o miasto 6 700 ludzi. 30 400 jeńców Rzymianie sprzedali w niewolę. Kolejnych kilka tysięcy ludzi odesłano do Rzymu do prac budowlanych, a 1 200 chorych i starych osób zostało zabitych.